# Sacred Heart Church (Grangemouth)

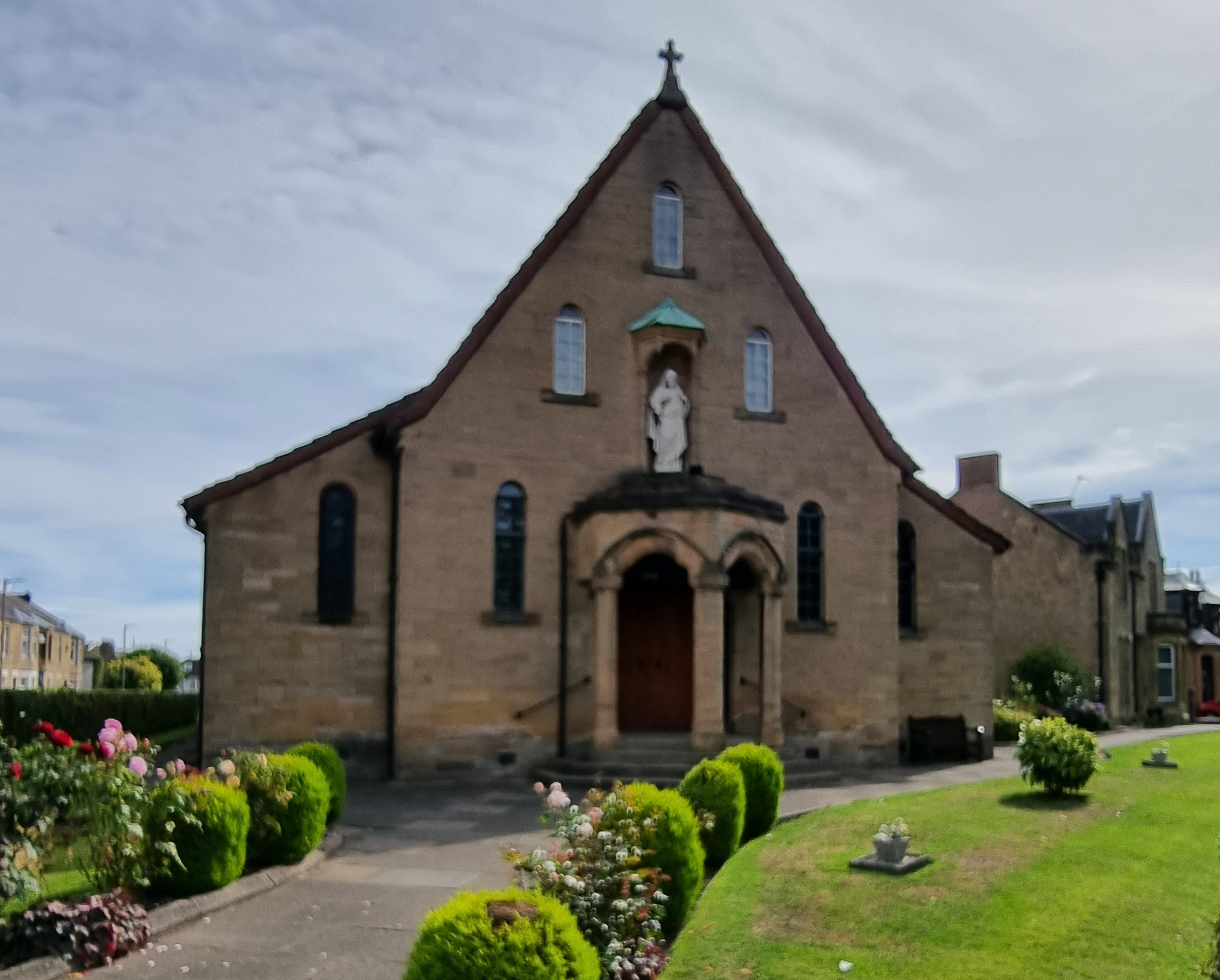
Sacred Heart Church

Die Sacred Heart Church ist ein römisch-katholisches Kirchengebäude in der schottischen Stadt Grangemouth in der Council Area Falkirk. 1978 wurde es in die schottischen Denkmallisten in der Kategorie C aufgenommen. Die Kirche ist heute noch als solche in Verwendung.

## Geschichte
Der Parish Sacred Heart entstand in Grangemouth Ende der 1880er Jahre. Die erste Messe wurde am 27. Oktober 1889 in einer angemieteten Räumlichkeit abgehalten. Ab 1897 stand der Gemeinde ein Gebäude mit 200 Sitzplätzen zur Verfügung. 1907 zog man in ein Gebäude in der Kerse Road um, das wochentags als Schule genutzt wurde. Der Grundstein der heutigen Sacred Heart Church wurde am 29. November 1925 gelegt. Am 21. Mai 1927 wurde die Kirche in Anwesenheit des Bischofs Graham der Öffentlichkeit zugänglich gemacht. Eine Herz-Jesu-Skulptur wurde im August desselben Jahres gespendet. Sie gedenkt den Gefallenen des Ersten Weltkriegs. Später erhielt die Kirche verschiedene Bleiglasfenster. Konsekriert wurde das Gebäude erst am 23. November 1955 durch Erzbischof Gordon Gray.

## Beschreibung
Die Kirche liegt an der Kreuzung zwischen Dalratho Road und Drummond Place im Norden von Grangemouth. Sie wurde aus zu Steinquadern behauenem Bruchstein im neogotischen Stil nach einem Plan des Architekten Archibald MacPherson erbaut. Oberhalb des Eingangs an der westlichen Giebelseite ruht die Herz-Jesu-Skulptur. Entlang der Seitenschiffe sind Rundbogenfenster als Zwillingsfenster verbaut. Im Inneren bestehen sowohl das Mauerwerk als auch die Bogengänge aus Backstein. Das Kirchengebäude schließt mit einer offenen Holzdecke ab. Das Satteldach ist mit Ziegel eingedeckt.